# Иссер, Йозеф
Йозеф Иссер (нем. Josef Isser, 1926, Матрай, Австрия) — австрийский саночник и бобслеист, выступавший за сборную Австрии в 1950-е годы. Является обладателем двух медалей самого первого чемпионата мира по санному спорту, проходившего в 1955 году в Осло — в программе мужских одиночных заездов он выиграл бронзу, а соревнуясь в паре со своей сестрой Марией завоевал серебряную медаль (это был первый и последний раз, когда в программе парных заездов принимала участие женщина). Подиум чемпионатов мира по бобслею Йозеф Иссер получал трижды, один раз он оказывался вторым (двойки: 1955) и два раза третьим (двойки: 1958; четвёрки: 1962).
Спортсмен четыре раза становился призёром чемпионата Европы по санному спорту, в его послужном списке две золотые награды (одиночные заезды: 1956; парные заезды: 1954), одна серебряная (парные заезды: 1951) и одна бронзовая (парные заезды: 1952). Участия в зимних Олимпийских играх Йозеф Иссер не принимал, так как закончил карьеру профессионального спортсмена ещё до вхождения санного спорта в олимпийскую программу.